# باتريسيو خيمينيز دياز
باتريسيو خيمينيز دياز (بالإسبانية: Patricio Jimenez Diaz)‏ (23 يونيو 1975 في تشيلي - ) هو مدرب كرة قدم ولاعب كرة قدم تشيلي في مركز الدفاع. لعب مع بالي يونايتد وبرسيب باندونغ وبي إس إم إس ميدان ونادي سريويجايا ونادي سيمين بادانغ وBontang F.C. ‏ وPersip Pekalongan ‏ وPersikad Depok ‏ وPSIS Semarang ‏ وبيرسيتارا جاكرتا أوتارا ‏.

## وصلات خارجية
- باتريسيو خيمينيز دياز على موقع قاعدة بيانات كرة القدم.إي يو (الإنجليزية)
- باتريسيو خيمينيز دياز على موقع Soccerway.com (الإنجليزية)